# 湾流G500 (2015)
- 關於灣流GV-G500，請見「灣流G550」。

湾流G400/G500/G600（英語：Gulfstream G400/G500/G600）（GVII）是由湾流航太公司研製的商务喷射机。 其中，G500與G600於2014年10月14日發布，G500预计在2017年获得飞行许可证，预计于2018年交付，G600预计于2019年投入运行，G400於2021年10月5日發布，預計2025年投入使用。

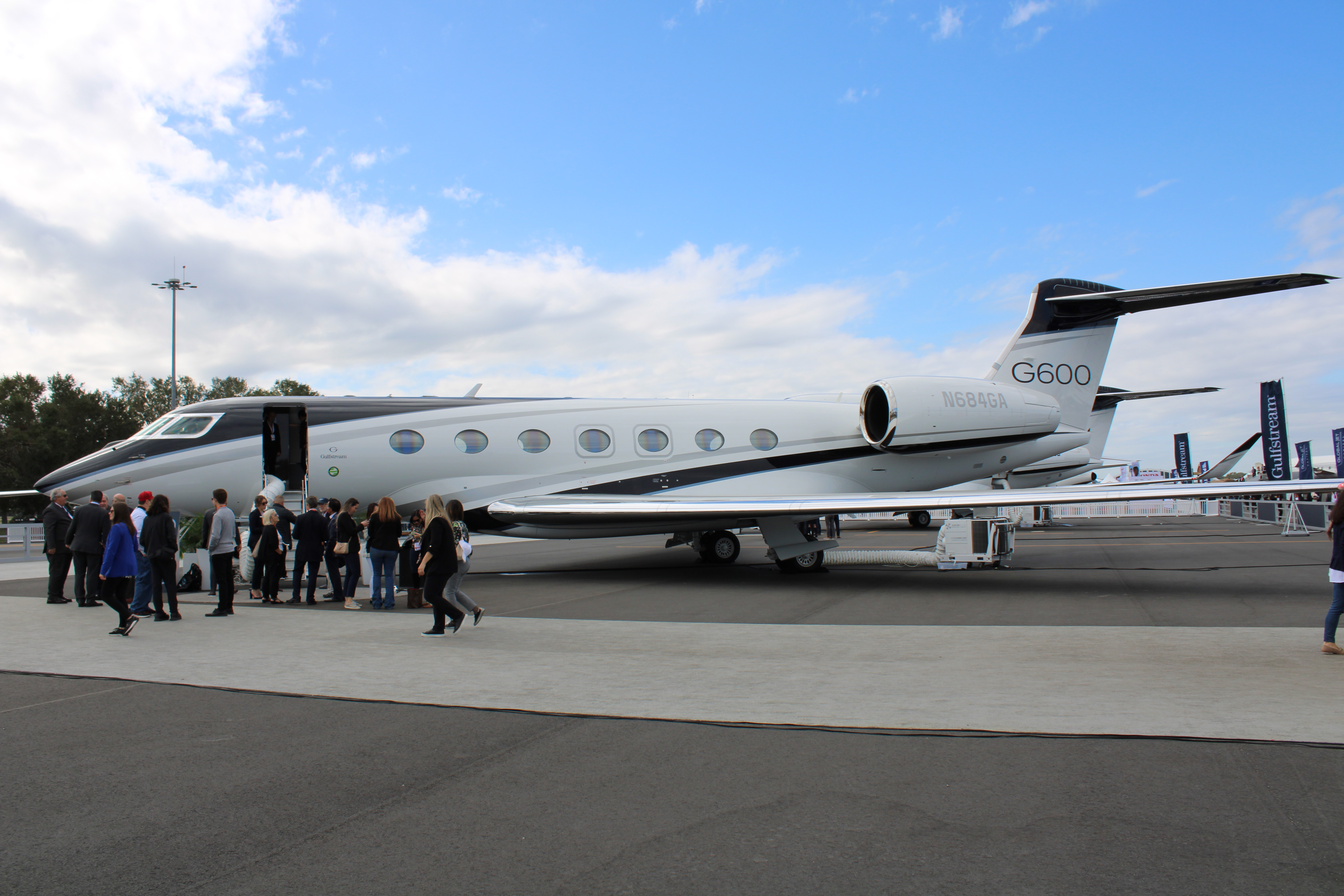
灣流G600

## 参数与性能

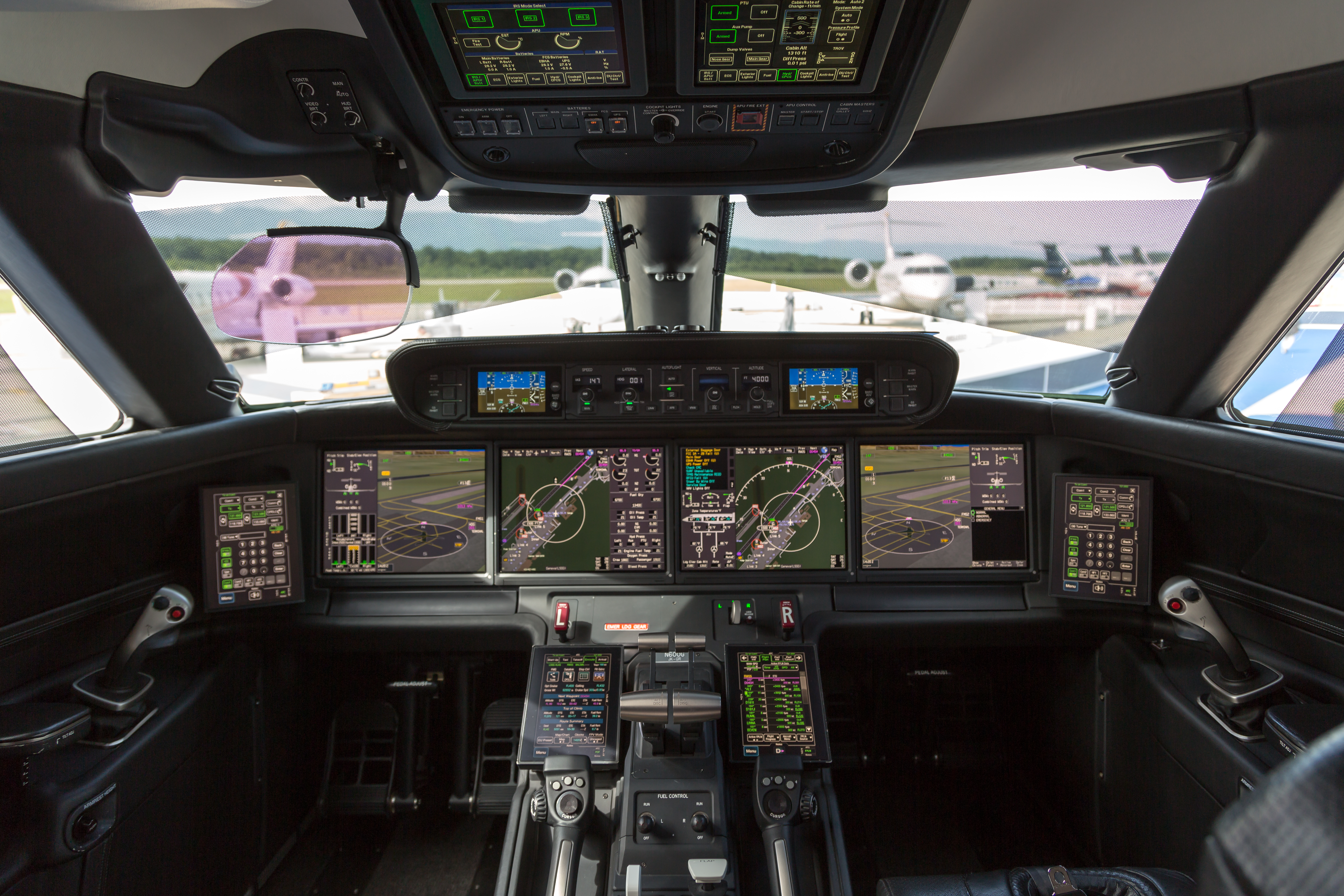
G600 駕駛艙

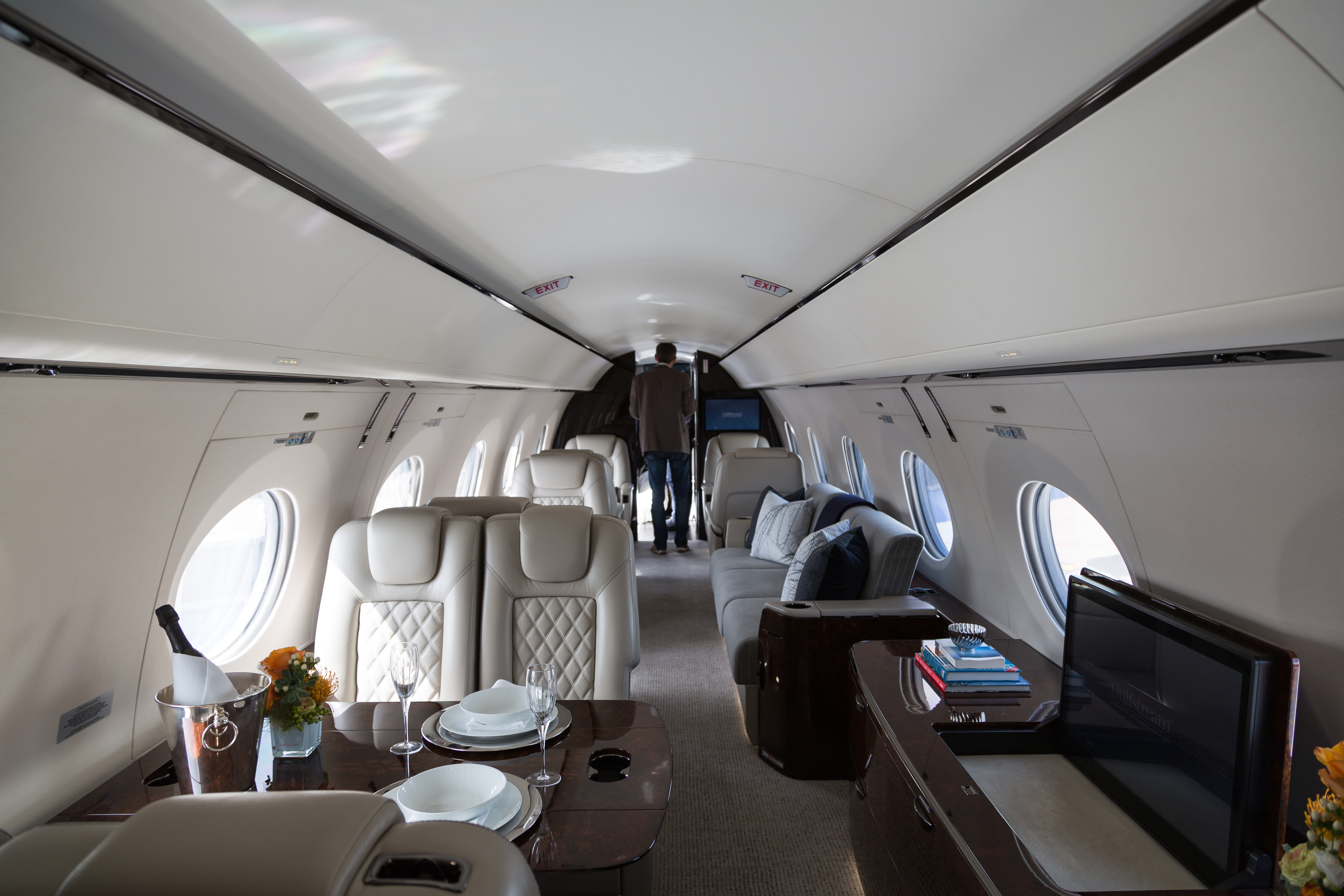
G500客艙

两款飞机都将有基于G650的36度后掠机翼研发的新机翼。G600的机翼比G500大8英尺，能多载1万磅燃油。两款飞机的机尾都会保持G650的设计，但是使用复合材料。
| 型号                                   | G500                                 | G600                                  |
| -------------------------------------- | ------------------------------------ | ------------------------------------- |
| 乘员                                   | 2名机师                              | 2名机师                               |
| 载客量                                 | 最多19名乘客                         | 最多19名乘客                          |
| 长度                                   | 91 ft 2 in （27.78 m）               | 96 ft 1 in （29.29 m）                |
| 翼展                                   | 87 ft 1 in （26.55 m）               | 95 ft （28.96 m）                     |
| 高度                                   | 25 ft 6 in （7.78 m）                | 25 ft 3 in （7.70 m）                 |
| 最大起飞重量                           | 76,850 lb （34,859 千克）            | 91,600 lb （41,549 千克）             |
| 最大着陆重量                           | 64,350 磅 （29,189 千克）            | 76,800 磅 （34,836 千克）             |
| 最大无油重量                           | 52,100 磅 （23,632 千克）            | 57,440 磅 （26,054 千克）             |
| 基本运行重量                           | 46,600 磅 （21,137 千克）, 3名乘务员 | 51,440 磅 （23,333 千克）, 4名乘务员  |
| 最大有效载重                           | 5,500 磅 （2,495 千克）              | 6,000 磅 （2,722 千克）               |
| 满油有效载重                           | 1,800 磅 （816 千克）                | 1,800 磅 （816 千克）                 |
| 最大燃料重量                           | 28,850 磅 （13,086 千克）            | 38,760 磅 （17,581 千克）             |
| 发动机                                 | 普拉特·惠特尼加拿大公司 PW814GA      | 普拉特·惠特尼加拿大公司 PW815GA       |
| 起飞推力                               | 15,144 磅力 （67.36 千牛）           | 15,680 磅力 （69.75 千牛）            |
| 航程 （0.85马赫, 8名乘客, 加预留燃油） | 5,000 海里 （9,260 千米）, 3名乘务员 | 6,200 海里 （11,482 千米）, 4名乘务员 |
| 高速巡航                               | 0.90马赫, 516 kn（956 km/h）         | 0.90马赫, 516 kn（956 km/h）          |
| 远距离巡航                             | 0.85马赫, 487 kn（902 km/h）         | 0.85马赫, 487 kn（902 km/h）          |
| 最高速度                               | 0.925 马赫, 530 kn（982 km/h）       | 0.925 马赫, 530 kn（982 km/h）        |
| 起飞距离                               | 5,200 英尺 （1,585 米）              | 5,700 英尺 （1,737 米）               |
| 着陆距离                               | 3,100 英尺 （945 米）                | 3,100 英尺 （945 米）                 |
| 起始巡航高度                           | 41,000 英尺 （12,497 米）            | 41,000 英尺 （12,497 米）             |
| 最大巡航高度                           | 51,000 英尺 （15,545 米）            | 51,000 英尺 （15,545 米）             |